# 黄忠站
黄忠站位于中华人民共和国四川省于成都市金牛区茶店子街道同怡路与黄苑街交叉口西南侧地下，是成都地铁27号线的地铁车站，于2024年12月19日启用。

## 车站概要
本站位于成都市金牛区茶店子街道同怡路黄苑街口西南侧，因附近有纪念三国名将黄忠的黄忠公园、黄忠祠等地名，为体现成都三国文化故得名。本站在规划阶段曾用名“龙咀村站”。

## 车站结构
黄忠站为地下二层单柱双跨11米岛式站台车站，全长277米，宽19.9米，总建筑面积13963平方米。车站采用明挖（局部盖挖）法施工。

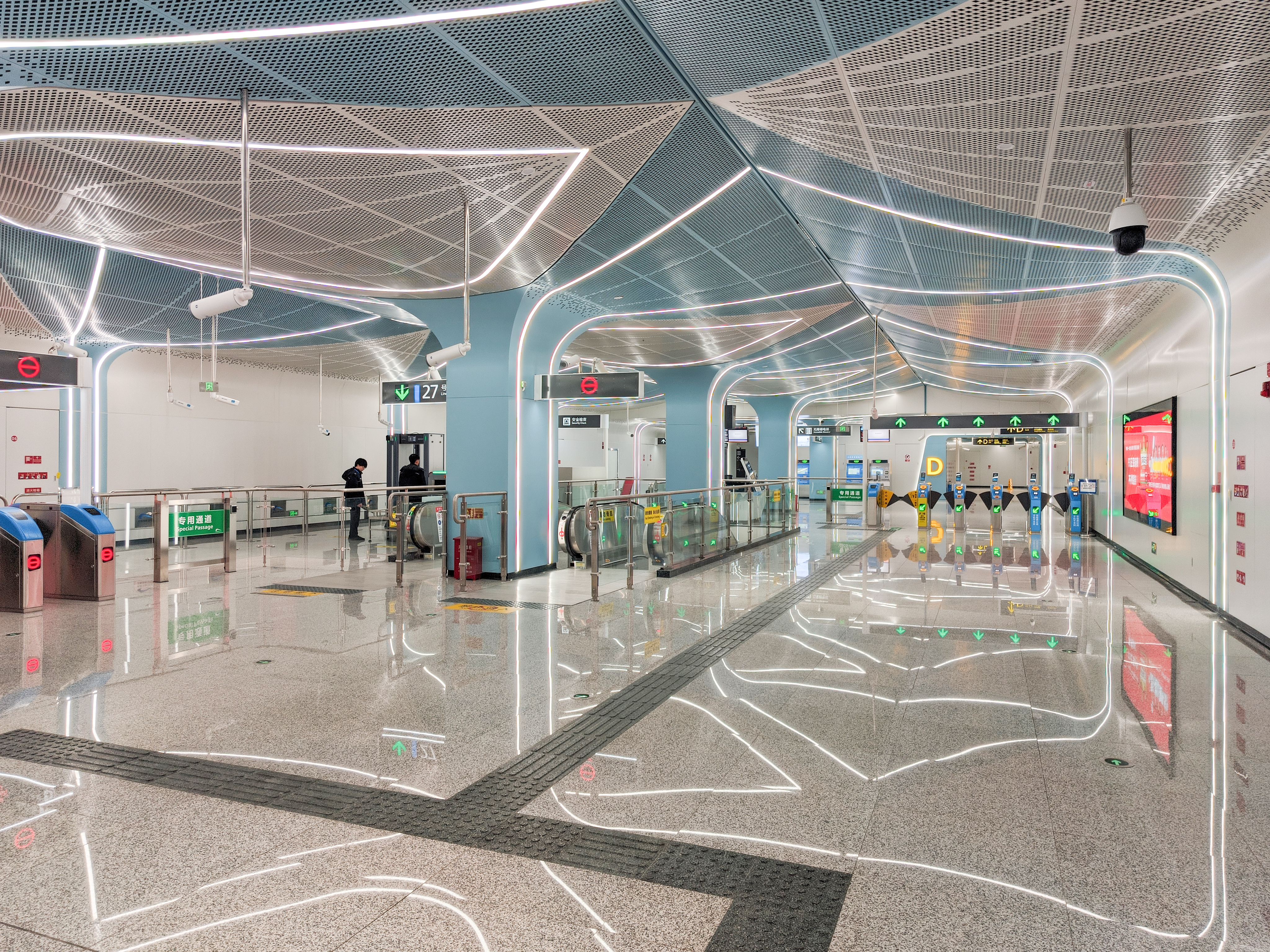
站厅
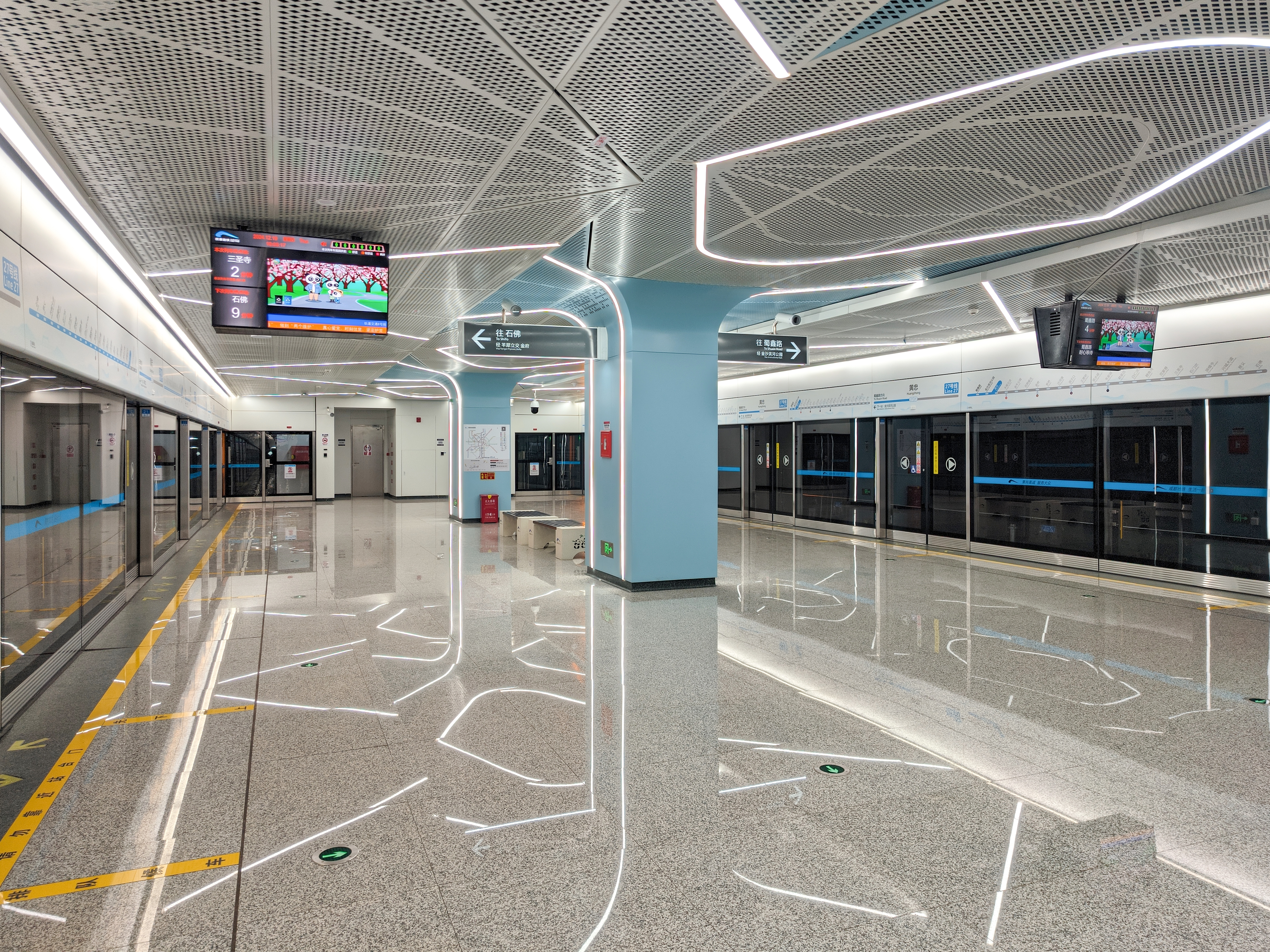
站台

| 地面              | 0    | 出口A–D |
| 地下一层          | 站厅 | 自助购票 客服中心 无障碍电梯 (出站)                                                                           |
| 地下二层          | 站台 | \| \| \| 27号线往石佛（羊犀立交） \| \| 島式 · 開左邊车门 \| \| \| \| \| \| 27号线往蜀鑫路（金沙滨河公园） \| |
|                   |      | 27号线往石佛（羊犀立交）                                                                                      |
| 島式 · 開左邊车门 |      | |
|                   |      | 27号线往蜀鑫路（金沙滨河公园）                                                                                |

- 站厅
- 站台

## 出入口
本站目前开放4个出入口，站厅层D出口对面另设有一个无障碍电梯出口。
|          |            |                     |                                    |      |
| 编号     | 设施       | 设施                | 指示                               | 照片 |
|          |            | 无障碍卫生间 哺乳室 | 金博路、同怡路、蜀辉路、黄忠公园   |      |
| 出口 · B | 无障碍电梯 | 无障碍卫生间 哺乳室 | 同怡路、金博北路                   |      |
| 出口 · C |            |                     | 同怡路、黄苑街、金博北路           |      |
| 出口 · D |            |                     | 黄苑街、同怡路、金博北路、同怡横街 |      |

## 历史
- 2020年9月16日，成都市民政局发布公示，本站拟命名为“黄苑街站”。[6]
- 2020年11月30日，在收集市民意见后，成都市民政局发布公告，本站标准名称定为“黄忠站”。[3]
- 2021年8月，车站主体结构开始施工。[7]